# Léon Treich
Pour les articles homonymes, voir Treich.
Léon Treich, né Léon Marie Joseph Eugène Treich le 17 mars 1889 à Tulle et mort le 13 juin 1974  à Noisy-le-Sec, est un journaliste, scénariste, auteur et écrivain français. Il a fait partie de la Résistance et lutta contre l'emprise pétainiste sur le cinéma français[réf. nécessaire].

## Biographie
Léon Treich est le fils d'un professeur de philosophie du lycée de Tulle, futur censeur des études et proviseur. Il vécut à Alger, où son père a été muté en 1898. Il est élève au lycée d'Alger, puis de Cherbourg et de Nîmes. Il étudie aux facultés de Bordeaux et de Paris. Il se marie le 8 juin 1914 avec Marcelle Galine. Le couple a trois enfants. Au moment du déclenchement de la Première Guerre mondiale, il prépare l'agrégation de droit. Il est mobilisé et choisit le journalisme après la guerre.  
Il commence sa carrière de journaliste avant la Première Guerre mondiale au Bonnet rouge, comme informateur littéraire, et collabore ensuite à divers magazines ou journaux français, algériens et belges, dont beaucoup ont disparu mais dont les noms ont marqué l'histoire de la presse francophone : Le Canard enchaîné, Ici Paris, Le Figaro, Marie Claire, Elle, Le Journal des voyages, Le Canari, Fantasio, Le gros lot, Le National, Sur la rivière, Mondes, Samedi soir, Eve, Le rire, Le Caïffa, Le hérisson, Opéra, Aux écoutes, Le Petit bleu de Paris, Les Cahiers blancs, En avant, Le Mot d'ordre, La Presse, L'Intransigeant, Le Petit parisien, Voila[réf. nécessaire].
Dans l'entre-deux-guerres, il est le rédacteur en chef de journaux dirigés par Émile Buré, les quotidiens L’Éclair, L'Avenir -  il est aussi le courriériste littéraire de ces deux journaux -, puis L'Ordre (1929-1940), et l'hebdomadaire Vendémiaire (1934-1938). Il collabore parallèlement à de nombreux autres périodiques, parfois sous le pseudonyme de Jacques Lynn, comme Lectures pour tous, Le Progrès civique, Les Nouvelles littéraires, Paris-Magazine, « revue de charme » mensuelle fondée en 1931, Toute l'édition (hebdomadaire professionnel fondé en 1932), la revue mensuelle Scandale, consacrée aux crimes (à partir de sa fondation en 1933), les hebdomadaires littéraires et politiques Candide, Marianne ou Gringoire - il y donne notamment un article hebdomadaire intitulé « En marge de l'Histoire »-, les quotidiens Comoedia, Le quotidien, Le Petit Journal (1934-1936), Paris-Soir (1937), le quotidien belge Le Soir, de Bruxelles. Il y tient la plupart du temps la rubrique littéraire. Il dirige également l'hebdomadaire Le Carrefour, qu'il a fondé en mars 1929.
Entre 1925 et 1931, il dirige une collection « d’anas » pour le compte des éditions Gallimard. Ce sont des ouvrages compilant des anecdotes ou des histoires, parfois grivoises comme ses Histoires gauloises, ou bien des mots d'esprit d'auteurs (sous le titre « L'esprit de »). Il dirige aussi un Almanach des lettres françaises et étrangères, à partir de 1924. Puis il est chargé à partir de 1933 de l'Annuaire général des lettres. Il écrit avec Paul De Mont une pièce de théâtre satirique, Palais-Bourbon, représentée pour la première fois à Paris au théâtre des Mathurins en 1931. Chevalier de la Légion d'honneur en 1926, il est promu officier en 1934.
En 1939, il porte plainte contre la maison Denoël et Louis-Ferdinand Céline, qui, dans L'École des Cadavres, l'a faussement présenté comme un juif membre du Parti social français, « dans un sens nettement injurieux ».
Après la Seconde Guerre mondiale, il collabore à nouveau à L'Ordre et au Soir ; il y publie notamment ses « Notes parisiennes ». Il entre au quotidien L'Aurore, dont il est l'un des rédacteurs en chef ; il y tient la rubrique de la radio et de la télévision à partir de 1948. Il anime la revue érotique illustrée Tam Tam, le digest noir entre janvier et août 1950 (six numéros), qui fut interdit par la censure[réf. nécessaire]. Il collabore aussi à la revue Historia, à Point de vue (avec sa fille Jeanne). 
De 1948 à 1952, il dirige la collection Archives du crime (dix volumes parus chez Amiot-Dumont).

## Œuvres
- Histoires gauloises. Propos, anecdotes et variétés recueillis par Léon Treich, Paris, Gallimard, 1925 ; collection d'anas ( Lire en ligne)
- Vie et mort de Clemenceau, éditions des portiques, 1929, 260 p.
- Palais-Bourbon, pièce de théâtre, 1931
- L'Esprit français, Paris, Éditions de France, 1943 ; réédition sous le titre L'Esprit français contemporain, Paris, Éditions de Paris, 1947
- Les Gentilshommes de la flibuste, Paris, Éditions de la Nouvelle France, 1944
- Le Rire clandestin, histoires gaies de la "Der des der", recueillies dans la clandestinité, Lyon, Gutenberg, 1946, 224 p.
- Les alcôves de Napoléon III, Paris, Les Deux Sirènes, 1948, 238 p.
- Crimes passionnels, orgies tragiques, drames mondains, Paris, Société commerciale de gestion, 1963

## Filmographie (comme scénariste)
- 1948 : Le Secret de Monte-Cristo d'Albert Valentin, coscénariste Denis Marion